# Sophie en Bavière (1875-1957)
Titre
Épouse du chef de la maison de Toerring
26 juillet 1898 – 29 octobre 1929
(31 ans, 3 mois et 3 jours)
Sophie Adélaïde Louise Marie, duchesse en Bavière (en allemand, Sophie Adelheid Ludovika Maria Herzogin in Bayern), née le 22 février 1875 à Possenhofen, et morte le 4 septembre 1957 au château de Seefeld, Bad-Kreuth, aînée des cinq enfants de Charles-Théodore en Bavière et de Marie-Josèphe de Bragance, est un membre de la Maison de Wittelsbach.

## Biographie

### Famille
La duchesse Sophie appartient à la branche ducale et non régnante de la Maison de Wittelsbach. Par son père, elle est la nièce de l'impératrice Élisabeth d'Autriche (Sissi). Elle est également la sœur d'Élisabeth, reine des Belges.
Sophie a également une sœur aînée issue du premier mariage de son père avec Sophie de Saxe : Amélie Marie (1865-1912). Devenu prématurément veuf en 1867, son père Charles-Théodore s'est remarié avec Marie-Josèphe de Portugal en 1874. Ils deviennent parents de cinq enfants. Sophie a donc aussi deux autres sœurs : Marie-Gabrielle (1878-1912) et Élisabeth, reine des Belges (1876-1965), ainsi que deux frères cadets : Louis Guillaume (1884-1968) et François-Joseph (1888-1912),.

### Mariage et descendance
Sophie épouse à Munich le 26 juillet 1898 le comte Hans Veit zu Toerring-Jettenbach (Augsbourg 7 avril 1862 - Munich 29 octobre 1929), fils du comte Clemens Maria zu Toerring-Jettenbach (1826-1891) et de son épouse Franziska, née comtesse von Paumgarten (1834-1894).

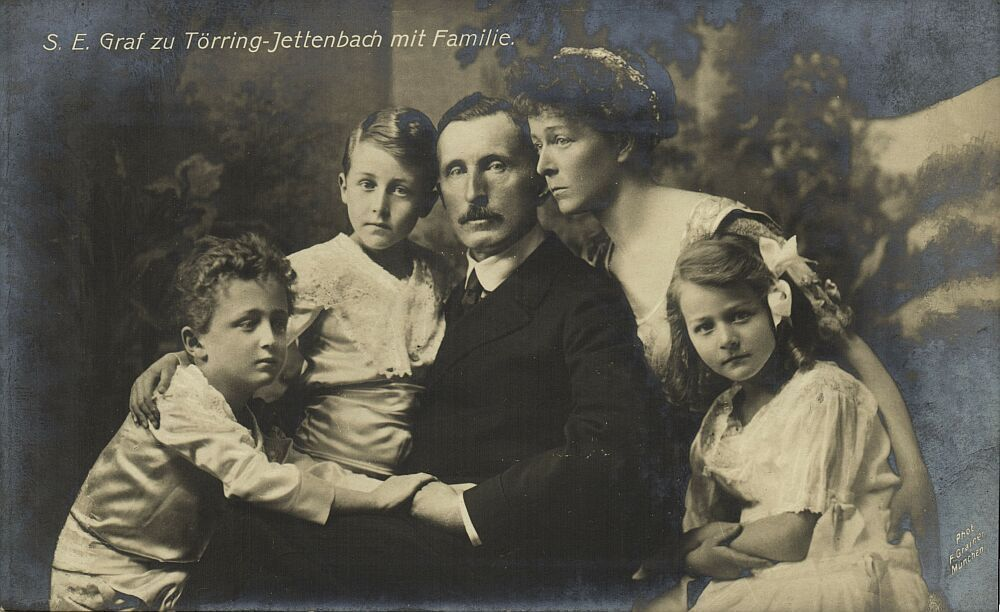
Sophie en Bavière et sa famille vers 1910.

Trois enfants naissent de cette union :
- Carl Theodor (Winhöring, 22 septembre 1900 - Munich 14 mai 1967), épouse en 1934 la princesse Élisabeth de Grèce (1904-1955), dont deux enfants ;
- Marie José Antonia Franziska Elisabeth Gabriele Gisela (Seefeld 16 juin 1902 - Buch am Ammersee 18 juin 1988), épouse en 1927 Anton Woerner (1893-1975), dont deux filles ;
- Hans Heribert Wilhelm Veit Adolf (Winhöring, 25 décembre 1903 - Murnau 16 mars 1977), épouse en premières noces en 1938, Victoria Lindpaintner (1918-1965) (divorcés en 1947), sans postérité, puis il épouse en secondes noces, en 1947, Maria-Immaculata baronne Waldbott von Bassenheim (1921-2020), fille de Friedrich-Heinrich baron Waldbott von Bassenheim et de l'archiduchesse Marie Alice d'Autriche-Teschen, dont cinq enfants.

### Dernières années
Sophie en Bavière, veuve depuis 1929, meurt le 4 septembre 1957 au château de Seefeld, Bad-Kreuth, à l'âge de 82 ans. Elle est inhumée dans la sépulture familiale de Winhöring.

## Honneurs
- Dame d'honneur de l'ordre de Thérèse (Royaume de Bavière) ;
- Dame de l'ordre de Sainte-Élisabeth (Royaume de Bavière).